# Богданов, Василий Степанович
Василий Степанович Богданов (род. 10 апреля 1947, Большое Городище, Курская область) — учёный в области технологии производства строительных материалов, доктор технических наук, профессор, зав. кафедрой механического оборудования Белгородского государственного технологического университета им. В. Г. Шухова, Заслуженный изобретатель РСФСР, Заслуженный работник высшей школы Российской Федерации.

## Биография
Родился 10 апреля 1947 года в селе Большое Городище (ныне — Шебекинского района Белгородской области).
В 1964 году окончил среднюю школу. Работал слесарем в тресте «Южэнерготермоизоляция» (Харьков), по комсомольской путевке на Змеевской и Славянской ГЭС.
С 1965 по 1970 год учился в Харьковском инженерно-строительном институте (ХИСИ) по специальности «Механическое оборудование и технологические комплексы предприятий строительных материалов, изделий и конструкций».
После окончания института получил направление на Белгородский цементный завод, работал механиком цеха.
С 1971 по 1973 год проходил службу в рядах Советской Армии в качестве заместителя командира роты.
В 1974 году поступил в аспирантуру ХИСИ, по окончании которой, с досрочной защитой кандидатской диссертации, был направлен в Белгородский технологический институт строительных материалов (БТИСМ, сегодня — БГТУ им. В. Г. Шухова).
В 1987 году назначен на должность заведующего кафедрой механического оборудования предприятий промышленности строительных материалов БТИСМ.
С 1988 по 2017 год работал в должности декана (директора) факультета (института) технологического оборудования и машиностроения БГТУ им. В. Г. Шухова.

## Награды, премии, звания
- почётное звание «Заслуженный изобретатель РСФСР» (1987)
- серебряная и бронзовая медали ВДНХ СССР (1982, 1984)
- почётное звание «Заслуженный работник высшей школы Российской Федерации» (2000)
- нагрудный знак «Почётный работник высшего профессионального образования РФ» (2002)
- лауреат Всероссийского конкурса «Инженер года» (2004)
- орден М. Ломоносова (2007)
- почетная грамота губернатора Белгородской области (2007)
- медаль ордена «За заслуги перед Отечеством» III (2011)[6]
- почетная грамота Президента РФ (2018)

## Профессиональная и научная деятельность
В 1977 году В. С. Богданов защитил диссертацию на соискание ученой степени кандидата технических наук по теме: «Экспериментально-теоретические исследования параметров пневматического механизма регенерации ткани рукавных фильтров».
Докторская диссертация «Барабанные мельницы с поперечно-продольным движением мелющих тел» была защищена в 1987 году.
Направление научной деятельности: совершенствование техники и технологии измельчения и классификации материалов.
Ученым разработаны шаровые барабанные мельницы с поперечно-продольным движением мелющих тел, которые широко используются в цементной промышленности России и за рубежом (Китае, Болгарии, Вьетнаме, Египте, Югославии). Их конструкция и технология процесса измельчения защищены 135 патентами СССР и Российской Федерации, а также 23 патентами в промышленно развитых странах: США, Германии, Франции, Англии, Италии, Испании, Индии, Китае и др. Использование мельниц при производстве цемента позволило снизить удельный расход энергии на 12 %.
К числу наиболее значимых научных разработок также относят: технологические комплексы для получения пенобетонных стеновых материалов с повышенными теплоизоляционными свойствами; помольные комплексы на основе струйных противоточных мельниц, которые успешно используются для получения сверхтонких порошков с размером частиц менее 5 мкм.
В. С. Богданов — руководитель научной школы по совершенствованию техники и технологии измельчения строительных материалов. Является автором и соавтором 790 научных трудов, в том числе 32 монографий, учебников и учебных пособий, более 250 патентов.
Результаты научно-исследовательских работ представлены в докладах в научных и вузовских центрах Российской Федерации; на международных конференциях в Германии, Англии, Франции, Египте, Китае, Югославии, Украине, Беларуси.
В течение 25 лет возглавлял диссертационный совет на соискание учёной степени доктора технических наук по специальностям «Машины, агрегаты и процессы» и «Автоматизация и управление технологическими процессами и производством».
Под его руководством защищено 6 докторских и 60 кандидатских диссертаций.
Направление научно-методической деятельности: создание учебно-методических комплексов по подготовке инженеров-механиков, соответствующих современным требованиям рынка труда.
На базе кафедры механического оборудования БГТУ им. В. Г. Шухова по инициативе В. С. Богданова создана учебно-методическая комиссия, которая объединяет учёных родственных кафедр вузов России и СНГ, решает актуальные учебно-методические, научно-технические проблемы, связанные с совершенствованием высшего образования.

#### Основные научные и учебные издания
- Богданов, В. С., Богданов, Д. В., Семикопенко, И. А. Процессы в производстве строительных материалов: учебник / В. С. Богданов, Д. В. Богданов, И. А. Семикопенко. — 2-е изд., стереотип. — Старый Оскол: ТНТ, 2018. — 436 с.
- Богданов, В. С. Оборудование технологических комплексов для производства строительных материалов и изделий: атлас схем: учебное пособие / В. С. Богданов, Г. Д. Федоров, С. И. Ханин, Н. Д. Балера. — Белгород: Изд-во БГТУ им. В. Г. Шухова, 2017. — 104 с.
- Богданов, В. С. Гидроклассификатор сырьевого шлама: монография / В. С. Богданов, Ю. М. Фадин, Д. В. Богданов, К. К. Тетерин. — Белгород: Изд-во БГТУ им. В. Г. Шухова, 2016. — 120 с.
- Основы расчета машин и оборудования предприятий строительных материалов и изделий: учебник / В. С. Богданов, Р. Р. Шарапов, Ю. М. Фадин и др. — Старый Оскол: ТНТ, 2016. — 680с.
- Богданов, В. С. Дезинтергаторы (Конструкции. Теория. Эксперимент): монография / В. С. Богданов, И. А. Семикопенко, В. П. Воронов. — 2-е изд., испр. и доп. — Белгород: Изд-во БГТУ им. В. Г. Шухова, 2016. — 234 с.
- Вибровращательная мельница с продольно-поперечным движением мелющих тел: монография / А. Ю. Гаврунов, В. С. Богданов, Ю. М. Фадин. — Белгород: Изд-во БГТУ им. В. Г. Шухова, 2015. — 132 с.
- Богданов, В. С. Оптимизация мелющей загрузки барабанных мельниц: монография / В. С. Богданов, Ф. П. Потапов. — Белгород: Изд-во БГТУ им. В. Г. Шухова, 2012. — 104 с.
- Богданов, В. С. Технологические комплексы и механическое оборудование предприятий строительной индустрии : учебник / В. С. Богданов, С. Б. Булгаков, А. С. Ильин. — Санкт-Петербург : Проспект Науки, 2010. — 623 с.
- Богданов, В. С. Механическое оборудование специального назначения и технологические схемы производственных комплексов предприятий строительных материалов : атлас конструкций : учеб. пособие для студентов вузов, обучающихся по направлению 270100 / В. С. Богданов, С. И. Ханин, Р. Р. Шарапов. — Белгород : Изд-во БГТУ им. В. Г. Шухова, 2009. — 231 с.
- Богданов, В. С. Основные процессы в производстве строительных материалов : учеб. для студентов, обучающихся по направлению 270101 / В. С. Богданов, А. С. Ильин, И. А. Семикопенко. — Белгород : Изд-во БГТУ им. В. Г. Шухова, 2008. — 551 с.
- Дипломное и курсовое проектирование механического оборудования и технологических комплексов предприятий строительных материалов, изделий и конструкций : учеб. пособие / под. ред. В. С. Богданова, А. С. Ильина. — Москва : Изд-во АСВ, 2006. — 783 с.
- Механическое оборудование производства тугоплавких неметаллических и силикатных материалов и изделий : учеб. для студентов сред. спец. учеб. заведений, обучающихся по специальности 2508 — Пр-во тугоплав. и неметалл. и силикат. материалов и изделий / В. С. Севостьянов, В. С. Богданов, Н. Н. Дубинин, В. И. Уральский. — Москва : ИНФРА-М, 2005. — 431 с.
- Мельницы сверхтонкого измельчения : учеб. пособие для студентов, обучающихся по специальностям 171600, 653500 / В. С. Богданов [и др.]; ред. В. С. Богданов. — Москва : Изд-во АСВ ; Белгород : Изд-во БГТУ им. В. Г. Шухова, 2004. — 94 с.
- Процессы помола и классификации в производстве цемента : учеб. пособие / ред. В. С. Богданов. — Москва : Изд-во АСВ ; Белгород : Изд-во БГТУ им. В. Г. Шухова, 2004. — 198 с.
- Богданов, В. С. Шаровые барабанные мельницы (с поперечно-продольным движением загрузки) : учеб. пособие / В. С. Богданов. — Белгород : БелГТАСМ, 2002. — 255 с.[10]

#### Членство в академиях, диссертационных советах, редакционных коллегиях
- академик Международной академии системных исследований
- член Академии проблем качества
- заместитель председателя диссертационного совета на соискание ученой степени доктора технических наук по специальностям «Машины, агрегаты и процессы» и «Автоматизация и управление технологическими процессами и производством»
- член редакционных коллегий журналов «Вестник БГТУ им. В. Г. Шухова», «Цемент и его применение»[11]

## Художественное творчество
Профессор В. С. Богданов является самобытным художник. Выставки его художественных работ неоднократно проходили в БГТУ им. В. Г. Шухова и Белгородском государственном центре народного творчества.